# شلمچه (موشک)

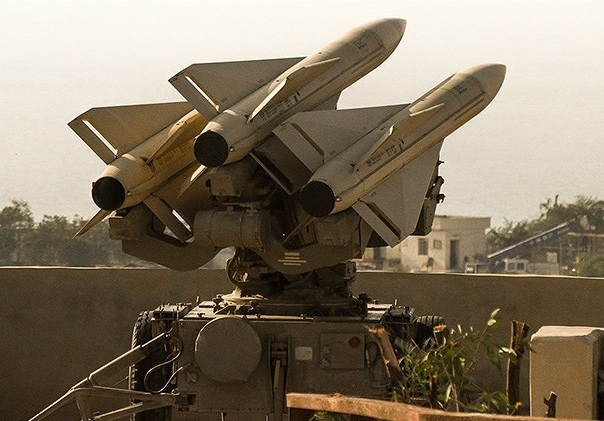
استقرار موشک شلمچه از سامانه موشکی مرصاد

شلمچه یک موشک پدافند هوایی ساخت ایران است. موشک‌های زمین به هوای شلمچه از سوی سازمان هوافضای وزارت دفاع جمهوری اسلامی ایران، در تاریخ ۱۳ شهریور ۹۰ به قرارگاه پدافند هوایی خاتم‌الانبیاء تحویل داده شد.

## قابلیت‌ها
این موشک از برد متوسط برخوردار است که قابلیت استفاده در برد کوتاه را نیز دارد و سرعت سه ماخ، قدرت درگیری مؤثر با هدف، مقاوم در برابر جنگ الکترونیک دشمن، مجهز بودن به فناوری روز جهان از ویژگی‌های موشک شلمچه‌است.
برد متوسط موشک شلمچه ۴۰ کیلومتر می‌باشد.این موشک از سامانه مرصاد که آن هم ساخت ایران است، شلیک می‌شود.

## پی‌نوشت‌ها
1. ↑  از "قیام" موشک‌ها تا "نوید" ماهواره‌ها مشرق
2. ↑  چشم‌های بیدار و موشک‌های آماده برای حراست از آسمان ایران بایگانی‌شده  در ۳ اوت ۲۰۱۳ توسط Wayback Machine خبرگزاری فارس
3. ↑  آزمایش موفق سامانه «مرصاد» با انهدام پهپاد «کرار» خبرگزاری پانا
4. ↑  موشک شلمچه با موفقیت آزمایش شد خبرگزاری پانا